# Menasalbas
Menasalbas es un municipio y localidad española de la provincia de Toledo, en la comunidad autónoma de Castilla-La Mancha. El término municipal, que también incluye la pedanía de Las Navillas, tiene una población de 2485 habitantes (INE 2024).

## Toponimia
El origen del topónimo Menasalbas es incierto. Pudiera ser que fuese un compuesto del sustantivo menas y del adjetivo albas (acusativo femenino plural del adjetivo latino albus, alba, album, que significa ‘blanco’). El término menas, plural de mena, posee un origen igual de enigmático de manera que García Sánchez aventura dos hipótesis como las más probables. En la primera, busca una raíz etimológica relacionada con la geología en la que mena sería una variante de mina con el significado de 'la veta del mineral y el mineral mismo'. Ventura Leblic García, que ya había abundado en esta tesis en 1982, apunta en este sentido la existencia de peñas de granito veteadas de cuarzo o feldespato blanco, pudiendo constituir estas menas o vetas blancas una referencia para los antiguos pobladores. En la segunda, mena derivaría del latín MĭNA que se transformaría por la adición del artículo árabe al- en almena, 'cada uno de los prismas que coronan los muros de las antiguas fortalezas para resguardarse en ellas los defensores'.
Otra versión del origen toponímico de Menasalbas la encontramos en la Descripción de Menasalbas y sus alrededores, de Dionisio Sáenz Galinsoga, cura párroco de Menasalbas, fechada el 7 de marzo de 1787 y enviada por carta al geógrafo Tomás López de Vargas Machuca. En ella se indica que Menasalbas era llamada antiguamente Amenas selbas, por haber sido su territorio abundante en arboledas.

## Geografía
El municipio se encuentra situado «en una llanura, á 2 leg. de los montes de Toledo de los que la separa una cord. de sierras, que se atraviesan por los puertos de Marchés, Milagro y Cebron». Pertenece a la comarca natural de los Montes de Toledo y linda con los términos municipales de San Martín de Montalbán, La Puebla de Montalbán y Gálvez al norte, Cuerva y Las Ventas con Peña Aguilera al este, San Pablo de los Montes al sur y Hontanar y Navahermosa al oeste, todos de Toledo. 
Su término municipal se extiende longitudinalmente, de norte a sur, desde las proximidades del río Tajo hasta los Montes de Toledo, en donde los picos Cerro Vicente, de 1430 m s. n. m., y Corral de Cantos, de 1419 m s. n. m., le sirven de límite por el sur. Otros picos destacables en la zona son el Cuervo y el Risco de Alanillas Altas con 1415 y 1443 m s. n. m. respectivamente. A unos 5 km al oeste de la población se encuentra Cabeza del Torcón con 824 m s. n. m.
Por su término discurren un gran número de arroyos, la mayoría de poca importancia, como el Cermeños que pasa por la población y al que desembocan los de Palao, Valdemaqueda y los Lavaderos. Al suroeste de la población se encuentran los embalses del Torcón I (que abastece de agua potable a la ciudad de Toledo, y, desde el año 2006, también a la Mancomunidad de Municipios Cabeza del Torcón en épocas de emergencia hídrica) y Torcon II, de uso exclusivo de esa mancomunidad. El primero se alimenta de las aguas de los arroyos Torcón (su principal colector y afluente del río Tajo), Villapalos, Valdeloscrespos, Peralosa, Torcón y de la Yedra; el último recibe las aguas de los arroyos Gimena y Torcón, al encontrarse aguas arriba del Torcón I, en el Robledo de Montalbán.
La pedanía de Las Navillas está situada a unos 10 km al sur de Menasalbas.

## Naturaleza

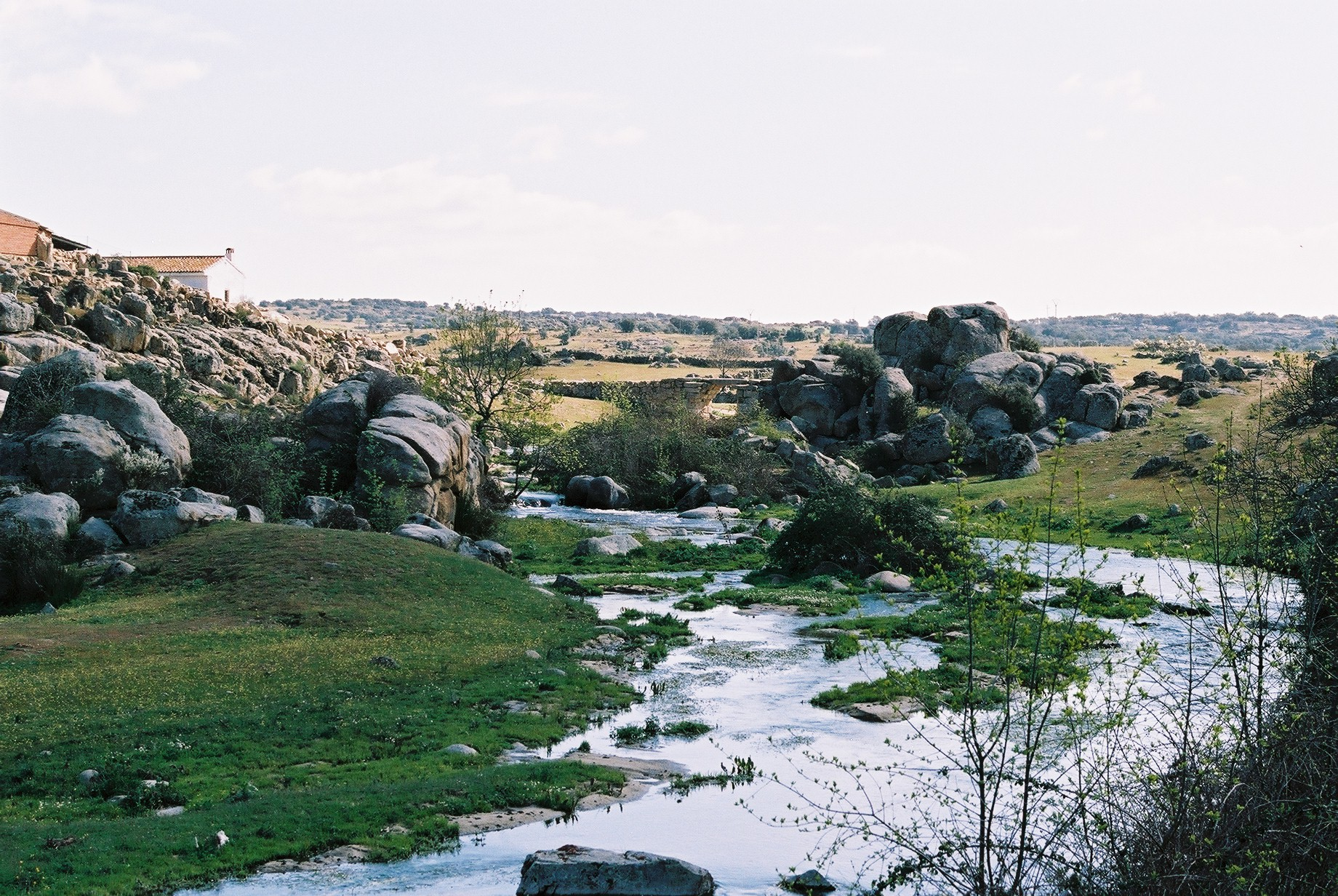
El arroyo Villapalos en el puente de la Torre

En la zona de los pantanos se encuentra el encinar primitivo, en el lanchar de granito, entre un matorral de monte bajo de jara, retama, romero, tomillo y carrascos. Más al sur, en su zona montañosa, se encuentra un robledal de gran extensión y la pedanía de Las Navillas, que conserva todavía el sabor y la tranquilidad de los pueblos de antaño. Cerca de la pedanía discurre la Cañada Real Segoviana que alcanza su máxima belleza en las laderas de los Montes de Toledo, siguiendo el recorrido inverso del río Marchés, en donde sus aguas cristalinas se confunden con una vegetación autóctona de arces, fresnos, encinas y rebollos, hasta alcanzar el puerto del Marchés, desde el que se divisa ya la provincia de Ciudad Real.

## Historia
Comienza el municipio su andadura histórica en el siglo XII, coincidiendo con los avances de la Reconquista al sur de los Montes de Toledo y con los intentos repobladores del rey Alfonso VII. De esta época, quizá, sea un primer poblamiento en el arroyo Villapalos del que no queda más testimonio que su necrópolis. Otros investigadores, por el contrario, consideran que este cementerio es de época visigoda. 
Debieron ser sus primeros habitantes pastores, agricultores, cazadores, y colmeneros que se establecieron en el extremo sur del Estado de Montalbán, bien con el primer impulso repoblador de la Orden del Temple, establecida en el castillo de Montalbán, bien a iniciativa del señorío de Montalbán, creado con posterioridad, que pasó de Álvaro de Luna a la familia de los Pacheco y del cual la aldea formó parte. En un documento de 1155, en el que el rey Alfonso VII entrega varias aldeas, se cita el nombre de Menasalbas al describir donde se encuentran las mismas: «... inter Polgar et Penaguilera et Corva, et ex alia parte sunt Menasaluas et Galues», 'entre Pulgar, Peña Aguilera y Cuerva, por un lado, y Menasalbas y Gálvez por otro'. Vuelve a citarse el municipio en un documento de compraventa mozárabe de 1229 en el que se refiere la venta de unas losas de caza en el Carrascal de Menasalbas, transcrito del árabe como Mēnaš Albaš.
Documentos que datan del siglo XVI informan de los conflictos entre los lugareños y el todopoderoso señor don Juan de Pacheco, marqués de Villena y duque de Escalona, señor de Montalbán, por el aprovechamiento de las tierras comunales. El municipio fue lugar hasta que en el año 1565, durante el reinado de Felipe II, tomó el título de Villa, cuando el núcleo de población rondaba los 2.000 habitantes, y pudo erigirse en cabeza de arciprestazgo y de partido hasta que en 1831 perdió esta condición en beneficio del municipio de Navahermosa.
Como hecho destacado en el siglo XIX cabe mencionar la heroica defensa de la villa que tuvo lugar en marzo de 1837 durante la Primera Guerra Civil ante las tropas carlistas de Basilio Gómez que atacaron la población. El hecho mereció el reconocimiento de las autoridades militares en el Boletín Oficial de la Provincia de Toledo. A mediados de este siglo el municipio contaba con 950 casas y el presupuesto municipal ascendía a 34 946 reales de los cuales 3000 eran para pagar al secretario.
A comienzos del siglo XX, en 1916, es necesario hacer mención a la pérdida de los derechos comunales en el Robledo de Montalbán, en virtud de las leyes desamortizadoras del siglo XIX; monte alto en el que, desde tiempo inmemorial, se había hecho uso de las leñas y los pastos ganaderos y había sido una fuente de ingresos fundamental para el vecindario. En 1945, el municipio llegó a tener 5077 habitantes de hecho aunque la emigración de los años sesenta, dirigida fundamentalmente a la capital de España, la disminuyó significativamente pues supuso la pérdida de un 27,5 % de la población a lo largo de toda la década.
Sin embargo, el Menasalbas actual hunde sus raíces en la década de 1960 cuando importantes cambios en el sector productivo pusieron las bases de dos industrias: la fabricación del mueble y la ganadería industrial. Tales industrias han marcado el desarrollo presente del municipio al calor de la demanda de los mercados urbanos de la provincia de Madrid, a partir del despegue industrial de los años sesenta.

## Demografía
Cuenta con una población de 2485 habitantes (INE 2024).
| Gráfica de evolución demográfica de Menasalbas entre 1842 y 2021                                                      |
| |
| Población de derecho según los censos de población del INE. Población de hecho según los censos de población del INE. |

## Economía

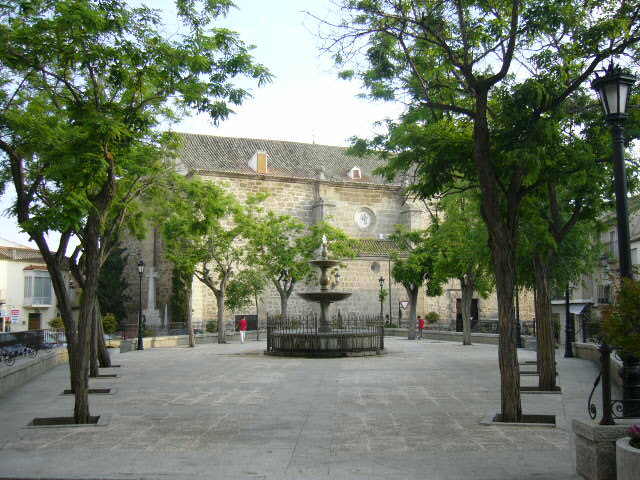
Plaza de Menasalbas con la Iglesia, al fondo

Históricamente, la agricultura de secano, con base en el trigo, la cebada, el centeno y la algarroba, a la que se encontraba asociada una importante cabaña ganadera de ovino, fue la base económica del municipio. Durante el siglo XIX la industria local se basó en la actividad ganadera, la caza, la elaboración de carbón, como el de brezo entre otros, pequeñas industrias como la fábrica de loza del duque de Frías, de vida efímera, gran cantidad de telares de estameña y siete molinos de harina, que aprovechaban el agua de los arroyos Villapalos y Torcón, a las que hay que añadir algunos tejares y hornos de cal, que abastecían la demanda local de estos productos.
En la actualidad, Menasalbas es un pueblo ganadero e industrial, centrando su actividad, preferentemente, en la ganadería vacuna (45 000 cabezas), de cerda (6100 cabezas), ovina (5900 cabezas) y caprina (1300 cabezas), que le hacen ser uno de los principales centros productores de carne de Castilla-La Mancha. La industria del mueble se agrupa en veinte empresas y cooperativas, que fabrican sillas y muebles de madera de pino, de estilo rústico, moderno y provenzal; mientras que la industria textil se concreta en empresas de punto, de confección de ropa de señora y caballero y de sastrería a medida. Diversas industrias de piedra de granito, artesanos de la taxidermia y de talla en madera completan el panorama industrial de la localidad. En el campo, la antigua actividad agrícola ha dejado paso a los cotos de caza menor, que abundan por todo el término municipal.

## Símbolos
Escudo de un solo cuartel: de oro, un peñasco de sinople, veteado de tres bastones ondados, de plata y surmontado de un toro pasante, de sable. Al timbre, corona real cerrada.
La creación del escudo de  Menasalbas fue encomendada por el Ayuntamiento a los heraldistas e historiadores Ventura Leblic García y José Luis Ruz Márquez quienes basaron su propuesta en dos hechos sobresalientes: en el topónimo  menas-albas, que es como decir vetas-blancas, que tomaría de los berrocales graníticos que fueron referencia geográfica para los primitivos pobladores mozárabes; así como en la figura del toro andante, que simboliza la ganadería, base económica de la población desde los tiempos más remotos. El blasón fue aprobado por pleno municipal de 30 de julio de 1982.

## Administración
| Año          | Nombre                       |
| ------------ | ---------------------------- |
| Enero 1923   | Tomás Sánchez Sánchez        |
| Febrero 1924 | Valentín Muñoz Sánchez       |
| Mayo 1924    | Marcos González              |
| Abril 1925   | Luis García Martín           |
| Octubre 1925 | Pedro García Mayo            |
| Marzo 1927   | Tiburcio Fernández Rodríguez |
| Octubre 1927 | Pedro García Mayo            |

| Año             | Nombre                  |
| --------------- | ----------------------- |
| Junio 1931      | Demetrio Sánchez Ruiz   |
| Noviembre 1931  | Modesto Sánchez Ramírez |
| Enero 1932      | Juan García             |
| Abril 1932      | Patrocinio Camino       |
| Noviembre 1932  | Jacinto González Camino |
| Mayo 1933       | Victoriano Gómez        |
| Septiembre 1933 | Martín Sánchez          |
| Octubre 1933    | Patrocinio Camino       |
| Octubre 1935    | Regino Galán            |

| Año               | Nombre                    |
| ----------------- | ------------------------- |
| Diciembre 1939    | Luis García Martín        |
| Agosto 1941       | Eduardo Tejada Alconchel  |
| Noviembre 1946    | Cecilio Aguado Díaz       |
| Octubre 1948      | Miguel Sánchez Román      |
| Diciembre 1954    | Daniel García Santillana  |
| Septiembre 1973   | Manuel García Molina      |
| Junio 1975 - 1979 | Emiliano Polo Castellanos |

| Periodo   | Nombre                      | Partido |
| --------- | --------------------------- | ------- |
| 1979-1983 | José Azaña García           | UCD     |
| 1983-1987 | Agapito Ruiz Fernández      | AP      |
| 1987-1991 | Agapito Ruiz Fernández      | PP      |
| 1991-1995 | Eduardo Sánchez Escobar     | PP      |

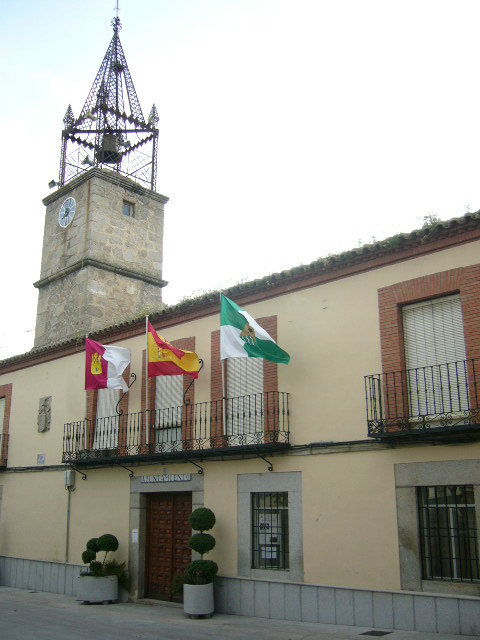
Casa consistorial

| 1995-1999 | Sagrario Bejerano Gutiérrez | PP      |
| 1999-2003 | Sagrario Bejerano Gutiérrez | PP      |
| 2003-2007 | Sagrario Bejerano Gutiérrez | PP      |
| 2007-2011 | José María García Crespo    | PP      |
| 2011-2015 | José María García Crespo    | PP      |
| 2015-2019 | Marina García Díaz-Palacios | PP      |
| 2019-2023 | Marina García Díaz-Palacios | PP      |
| 2023-act. | Marina García Díaz-Palacios | PP      |

## Cultura

### Patrimonio
Iglesia de Santa María Magdalena

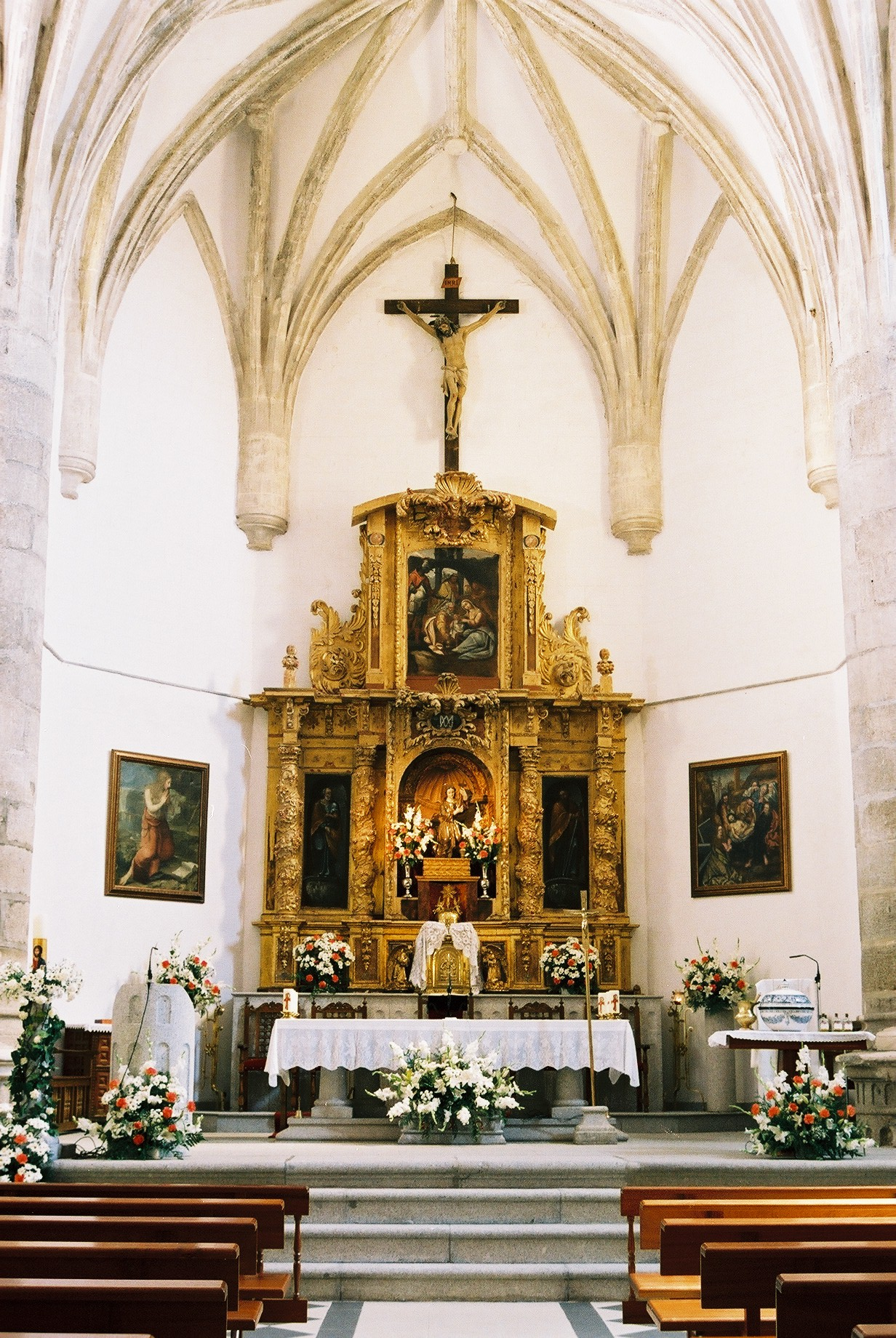
Altar Mayor de la Iglesia

La iglesia fue levantada en el siglo XVI, sustituyendo a otra más modesta. Es un templo de colosales proporciones y tres naves que lleva la factura de Juan de Aguirre. La iglesia presenta la peculiaridad de que no tiene torre debido a que fue demolida en el cañoneo al que fue sometida en las contiendas carlistas de la década de 1830 y que destruyó parcialmente el edificio, que hubo de ser reconstruido y levantada la espadaña que hoy sostiene sus campanas, en la década de 1860.
Su altar mayor está presidido por el retablo de la Adoración de los Reyes, procedente de la desaparecida parroquia de Santa Maria de los Reyes del despoblado de Caudilla.

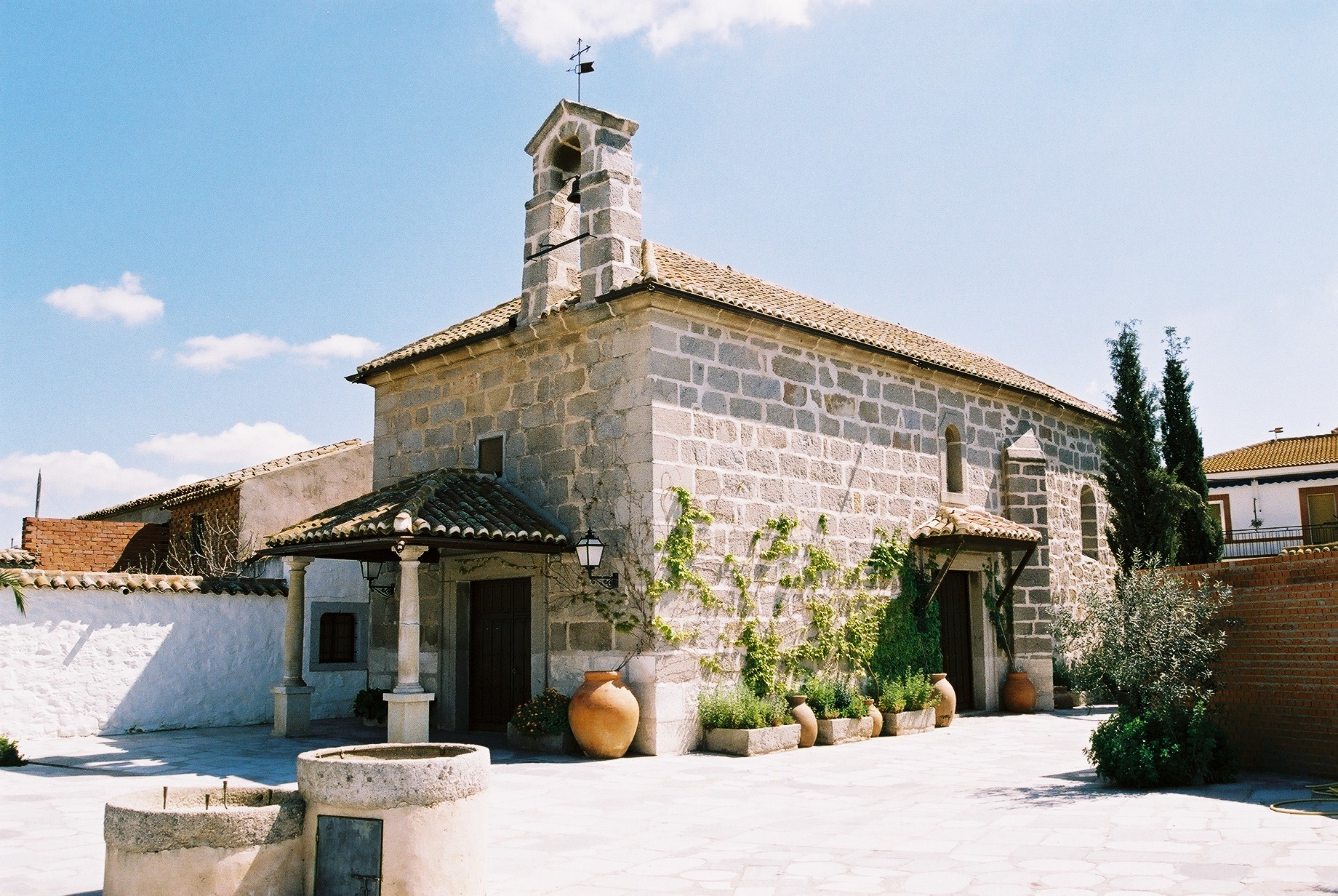
Ermita de la Virgen de la Salud
Se encuentra enclavada en la calle Progreso. Su construcción data de mediados del siglo XVI y sus gruesos muros de sillería y sus recios contrafuertes encierran uno de los mejores exponentes del gótico rural de los Montes de Toledo. En su interior, destaca la bóveda de nervios de su capilla mayor, cerrada por un arco fajón apuntado, que se sustituye en el resto del edificio por un artesonado de madera, recientemente restaurado.
Hasta el siglo XIX fue la iglesia de un hospital de pobres rentas, que servía de acogida a los peregrinos y lugar de cura para los pobres de la localidad.
Ermita de San Sebastián
El santo patrón del municipio, San Sebastián, cuenta en el extrarradio con una sencilla ermita de una sola nave de planta rectangular y cubierta de madera, que guarda la imagen del Santo Sepulcro. Su construcción, que probablemente data de la segunda mitad del siglo XVIII, ha sufrido diversos avatares a lo largo de los siglos y en la actualidad sólo conserva el transepto de lo que, inicialmente, fue una planta de cruz latina. El santo protector de las epidemias ha sido el más venerado en el municipio desde tiempo inmemorial.
Rollo jurisdiccional
El rollo hubo de construirse probablemente a finales del siglo XVI en el camino viejo de Toledo para expresar el derecho de la villa a tener justicias y no depender de la jurisdicción señorial cuando el lugar adquirió este título. Fabricado en piedra de granito, se asienta sobre una base de tres gradas en la que se levanta una columna toscana de capitel dórico, que sustenta un templete de dos cuerpos con seis columnillas, que le dan una apariencia de faro.
También es posible visitar los restos arqueológicos (necrópolis) en las proximidades del embalse del Torcón y el despoblado de Jumela.

### Museo Etnológico
Creado en la década de 1990 con las aportaciones de los vecinos, el museo ofrece una importante colección de útiles, objetos y herramientas, de uso común en la sociedad agraria preindustrial de la localidad, que permite un recorrido visual por cada una de las facetas de la vida campesina tradicional: el pastoreo, la agricultura, la vida social, el hogar, el comercio y los oficios, que evocan formas de vida y costumbres no muy lejanas en el tiempo.

### Fiestas
- Entre los días 31 de agosto y 6 de septiembre: ferias y fiestas en honor del Santísimo Cristo de la Cruz a Cuestas, la imagen más venerada, en las que se engalana el pueblo y la alegría se desborda. En estas fiestas, que se celebran todos los años de manera ininterrumpida desde la década de 1880 asociadas a una feria de ganado, merece destacarse la verbena popular, que tiene lugar todas las noches, amenizada por renombradas orquestas.
- 17 de enero: fiesta de San Antonio Abad, patrón de los animales, que se celebra desde antiguo por la tradición ganadera del municipio, y en la que jóvenes y mayores corren caballos y  burros, enjaezados con cintas y escarapelas de colores, después de encender iluminarias, la víspera, para pedir la protección del Santo.
- Noche del primero de febrero: en la Encamisada, el caballo vuelve a ser protagonista; en la fiesta, once caballeros mayordomos encamisados de la Hermandad de las Ánimas, bajo la jefatura de un montante y acompañados de sus escuderos o lacayos, recorren el pueblo con paradas en las hogueras que se encienden al lado de la Iglesia, en el rollo jurisdiccional y en la ermita de la Virgen de la Salud; para, al día siguiente, asistir a la misa en honor de la Virgen de las Candelas, bailar la bandera y coger cintas a caballo.
- 3 de febrero, San Blas: este día se lleva a San Blas en romería al paraje conocido como Puente de la Torre en donde el pueblo entero participa de una merienda campestre, tras una misa de campaña en honor del Santo.